# Roeslan Malynovskyj
Roeslan Volodymyrovytsj Malynovskyj (Oekraïens: Руслан Володимирович Малиновський; Zjytomyr, 4 mei 1993) is een Oekraïens voetballer die doorgaans als middenvelder speelt. Hij verruilde KRC Genk in juli 2019 voor Atalanta Bergamo, waar Olympique de Marseille hem wegplukte tijdens het begin van de wintermercato van 2023. Malynovskyj debuteerde in 2015 in het Oekraïens voetbalelftal.

## Carrière

### Oekraïne
Malynovskyj voetbalde in de jeugd van Polissja Zjytomyr alvorens in 2006 de overstap te maken naar Sjachtar Donetsk. In de zomer van 2012 speelde hij enkele wedstrijden voor het derde elftal van Sjachtar. Op de laatste dag van de transferperiode werd hij uitgeleend FC Sebastopol, een tweedeklasser op het schiereiland de Krim. Hij werd met de club in 2013 kampioen en promoveerde naar de hoogste divisie. In de loop van het seizoen 2013/14 werd hij door Sjachtar uitgeleend aan reeksgenoot Zorja Loehansk. Door de Europese schorsing van Metaloerh Donetsk mocht Malinovski in het seizoen 2014/15 met Loehansk deelnemen aan de UEFA Europa League. De club werd in de laatste kwalificatieronde uitgeschakeld door Feyenoord. In de terugwedstrijd in Rotterdam scoorde de middenvelder twee keer. Een jaar later nam Malinovski en zijn ploeggenoten opnieuw deel aan de voorrondes van de Europa League. In de derde kwalificatieronde schakelden de Oekraïners Sporting Charleroi uit. Malinovski scoorde twee keer in de heenwedstrijd in Charleroi en een keer in de terugwedstrijd in Kiev. Een ronde later werd Loehansk uitgeschakeld door Legia Warschau.

### KRC Genk
In januari 2016 werd hij voor zes maanden verhuurd aan KRC Genk. Hij maakte zijn debuut voor de club op 15 januari 2015 in de gewonnen thuiswedstrijd tegen Zulte Waregem. Malinovski keerde in het seizoen 2016/2017 terug naar Genk in opnieuw een uitleenbeurt maar hij kon pas na de winterstop in actie komen door een zware blessure, hij maakte indruk met Genk en samen schopten ze het tot de kwartfinale van de UEFA Europa League. Na afloop van dit seizoen werd hij definitief aangekocht door de club.
Op 6 april 2019 kreeg Malinovski in de extra tijd van de competitiewedstrijd tegen KAA Gent een rode kaart nadat zijn voet het gezicht van Birger Verstraete raakte. Rond dit voorval kwam een hele heisa nadat bondsprocureur Kris Wagner een straf van 7 speeldagen voorstelde voor Malinovski waardoor hij de rest van play-off 1 zou missen als dit ook daadwerkelijk zijn straf zou worden. Later die week besliste de geschillencommissie echter om niet in te gaan op het schorsingsvoorstel van Wagner en om Malinovski volledig vrij te pleiten. Op 16 mei 2019 werd hij met Genk landskampioen van België op het veld van RSC Anderlecht.

### Atalanta
Op 16 juli 2019 bevestigde Atalanta Bergamo de komst van Malinovski.

### Olympique de Marseille
Na een mislukte transferoperatie in augustus 2022, slaagde Olympique de Marseille er op 9 januari 2023 toch in Roeslan Malynovskyj binnen te halen. In zijn eerste interview voor l'OM sprak Malynovskyj zijn bewondering uit voor de passie van de Marseillaanse supporters. Bovendien is zijn broer een grote fan van de Zuid-Franse topclub.

## Clubstatistieken
| Seizoen     | Club             | Competitie         | Competitie | Competitie | Competitie | Beker | Beker | Beker | Europa | Europa | Europa | Totaal | Totaal | Totaal |
| Seizoen     | Club             | Competitie         | Wed.       | Dlp.       | Ass.       | Wed.  | Dlp.  | Ass.  | Wed.   | Dlp.   | Ass.   | Wed.   | Dlp.   | Ass.   |
| ----------- | ---------------- | ------------------ | ---------- | ---------- | ---------- | ----- | ----- | ----- | ------ | ------ | ------ | ------ | ------ | ------ |
| 2011/12     | Sjachtar Donetsk | Premjer Liha       | 0          | 0          | 0          | 0     | 0     | 0     | —      | —      | —      | 0      | 0      | 0      |
| Club Totaal | Club Totaal      | Club Totaal        | 0          | 0          | 0          | 0     | 0     | 0     | 0      | 0      | 0      | 0      | 0      | 0      |
| 2012/13     | →Sebastopol      | Persha Liga        | 14         | 1          | 0          | 2     | 0     | 0     | —      | —      | —      | 16     | 1      | 0      |
| 2013/14     | →Sebastopol      | Persha Liga        | 0          | 0          | 0          | 1     | 0     | 0     | —      | —      | —      | 1      | 0      | 0      |
| Club Totaal | Club Totaal      | Club Totaal        | 14         | 1          | 0          | 3     | 0     | 0     | 0      | 0      | 0      | 17     | 1      | 0      |
| 2013/14     | → Zorja Loehansk | Premjer Liha       | 8          | 3          | 0          | 0     | 0     | 0     | —      | —      | —      | 8      | 3      | 0      |
| 2014/15     | → Zorja Loehansk | Premjer Liha       | 23         | 1          | 4          | 4     | 0     | 2     | 4      | 2      | 0      | 31     | 3      | 6      |
| 2015/16     | → Zorja Loehansk | Premjer Liha       | 13         | 3          | 2          | 3     | 0     | 0     | 4      | 4      | 0      | 20     | 7      | 2      |
| Club Totaal | Club Totaal      | Club Totaal        | 44         | 7          | 6          | 7     | 0     | 2     | 8      | 6      | 0      | 59     | 13     | 8      |
| 2015/16     | → KRC Genk       | Jupiler Pro League | 13         | 0          | 3          | 2     | 0     | 0     | —      | —      | —      | 15     | 0      | 3      |
| 2016/17     | KRC Genk         | Jupiler Pro League | 20         | 5          | 8          | 2     | 1     | 0     | 5      | 1      | 1      | 27     | 7      | 9      |
| 2017/18     | KRC Genk         | Jupiler Pro League | 37         | 5          | 4          | 5     | 2     | 0     | —      | —      | —      | 42     | 7      | 4      |
| 2018/19     | KRC Genk         | Jupiler Pro League | 37         | 13         | 12         | 1     | 0     | 1     | 13     | 3      | 3      | 51     | 16     | 16     |
| Club Totaal | Club Totaal      | Club Totaal        | 107        | 23         | 27         | 10    | 3     | 1     | 18     | 4      | 4      | 135    | 30     | 32     |
| 2019/20     | Atalanta         | Serie A            | 34         | 8          | 5          | 1     | 0     | 1     | 9      | 1      | 1      | 44     | 9      | 7      |
| 2020/21     | Atalanta         | Serie A            | 36         | 8          | 12         | 3     | 2     | 0     | 4      | 0      | 0      | 43     | 10     | 12     |
| 2021/22     | Atalanta         | Serie A            | 21         | 6          | 2          | 1     | 0     | 0     | 7      | 3      | 0      | 29     | 9      | 2      |
| Club Totaal | Club Totaal      | Club Totaal        | 91         | 22         | 19         | 5     | 2     | 1     | 20     | 4      | 1      | 116    | 28     | 21     |
| TOTAAL      | TOTAAL           | TOTAAL             | 256        | 53         | 52         | 25    | 5     | 4     | 46     | 14     | 5      | 327    | 72     | 61     |

## Nationale ploeg
Roeslan Malinovski voetbalde voor Oekraïne onder 19 en 21 jaar. Op 31 maart 2015 maakte hij in een vriendschappelijk duel tegen Letland zijn officieel debuut voor Oekraïne. Hij mocht toen van bondscoach Michajlo Fomenko in 85e minuut invallen voor Roman Bezoes. In de kwalificatiecampagne voor het EK 2016 kwam Malinovski twee keer in actie. In de thuiswedstrijd tegen Slovenië en de uitwedstrijd tegen Macedonië mocht hij telkens invallen. Malynovskyj werd in mei 2024 door bondscoach Serhij Rebrov opgenomen in de Oekraïense selectie voor het EK 2024 in Duitsland. Oekraïne werd in de groepsfase uitgeschakeld na een nederlaag tegen Roemenië (3–0), een overwinning tegen Slowakije (1–2) en een gelijkspel tegen België (0–0). Malynovskyj kwam in iedere wedstrijd in actie.

## Palmares
| Eerste klasse A | 1x | 2018/19 |

2 Tolói  ·
3 Kossounou ·
4 Hien ·
5 Posch ·
6 Sulemana ·
7 Cuadrado ·
8 Pašalić ·
9 Scamacca ·
11 Lookman ·
13 Éderson ·
15 De Roon ·
16 Bellanova ·
17 De Ketelaere ·
19 Djimsiti ·
22 Ruggeri ·
23 Kolašinac ·
24 Samardžić ·
27 Palestra ·
28 Patrício ·
29 Carnesecchi ·
31 Rossi ·
32 Retegui ·
42 Scalvini ·
44 Brescianini ·
70 Maldini ·
77 Zappacosta ·
93 Soppy ·
Coach: Gasperini
1 Boesjtsjan ·
2 Sobol ·
3 Soedakov ·
4 Kryvtsov ·
5 Sydortsjoek ·
6 Stepanenko ·
7 Jarmolenko ·
8 Malynovskyj ·
9 Jaremtsjoek ·
10 Sjaparenko ·
11 Marlos ·
12 Pjatov  ·
13 Zabarnyj ·
14 Makarenko ·
15 Tsyhankov ·
16 Mykolenko ·
17 Zintsjenko ·
18 Bezoes ·
19 Besjedin ·
20 Zoebkov ·
21 Karavajev ·
22 Matvijenko ·
23 Troebin ·
24 Tymtsjyk ·
25 Popov ·
26 Dovbyk ·
Coach: Sjevtsjenko
1 Boesjtsjan ·
2 Konoplja ·
3 Svatok ·
4 Talovjerov ·
5 Sydortsjoek ·
6 Stepanenko ·
7 Jarmolenko  ·
8 Malynovskyj ·
9 Jaremtsjoek ·
10 Moedryk ·
11 Dovbyk ·
12 Troebin ·
13 Zabarnyj ·
14 Soedakov ·
15 Tsyhankov ·
16 Mykolenko ·
17 Zintsjenko ·
18 Brazjko ·
19 Sjaparenko ·
20 Zoebkov ·
21 Bondar ·
22 Matvijenko ·
23 Loenin ·
24 Tymtsjyk ·
25 Vanat ·
26 Mychajlytsjenko ·
Coach: Rebrov